# دمیراوزو
دمیراوزو (به ترکی استانبولی: Demirözü، به ارمنی: Քսանթագ) یک منطقهٔ مسکونی در ترکیه است که در استان بایبورد واقع شده‌است.